# Trophée des AP Assurances 2017-2018
Navigation
2016-2017 2018-2019
Le Trophée des AP Assurances 2017-2018, officiellement DVV Verzekeringen Trofee 2017-2018 (IJsboerke Ladies Trophy 2017-2018  pour le challenge féminin) est la 31e édition du Trophée des AP Assurances (anciennement Trophée Gazet van Antwerpen et Trophée Banque Bpost). Il est composé de huit manches pour les hommes élites, espoirs et pour les femmes, toutes ayant lieu en Belgique entre le 8 octobre 2017 et le 10 février 2018. Toutes les courses élites et femmes font partie du calendrier de la saison de cyclo-cross masculine et féminine 2017-2018. L'ensemble des résultats obtenus lors des courses des élites hommes et femmes ainsi que pour les espoirs donne lieu à un classement général au temps et non par points comme avant. Les juniors, quant à eux, n'ont pas de classement officiel. 

## Hommes élites

### Résultats
| # | Date         | Lieu                         | Vainqueur            | Deuxième             | Troisième              | Leader du classement général |
| - | ------------ | ---------------------------- | -------------------- | -------------------- | ---------------------- | ---------------------------- |
| 1 | 8 octobre    | Renaix (GP Mario De Clercq)  | Lars van der Haar    | Mathieu van der Poel | Wout van Aert          | Lars van der Haar            |
| 2 | 1er novembre | Audenarde (Koppenbergcross)  | Mathieu van der Poel | Toon Aerts           | Lars van der Haar      | Mathieu van der Poel         |
| 3 | 26 novembre  | Hamme-Zogge (Flandriencross) | Mathieu van der Poel | Wout van Aert        | Michael Vanthourenhout | Mathieu van der Poel         |
| 4 | 9 décembre   | Essen (GP Rouwmoer)          | Mathieu van der Poel | Laurens Sweeck       | Toon Aerts             | Mathieu van der Poel         |
| 5 | 16 décembre  | Anvers (Scheldecross)        | Mathieu van der Poel | Wout van Aert        | Laurens Sweeck         | Mathieu van der Poel         |
| 6 | 28 décembre  | Loenhout (Azencross)         | Mathieu van der Poel | Wout van Aert        | Toon Aerts             | Mathieu van der Poel         |
| 7 | 1er janvier  | Baal (Grand Prix Sven Nys)   | Mathieu van der Poel | Wout van Aert        | Corné van Kessel       | Mathieu van der Poel         |
| 8 | 10 février   | Lille (Krawatencross)        | Mathieu van der Poel | Tim Merlier          | Laurens Sweeck         | Mathieu van der Poel         |

### Classement général
| Pos | Coureur                |    | Temps         |
| --- | ---------------------- | -- | ------------- |
| 1   | Mathieu van der Poel   | en | 8 h 1 min 6 s |
| 2   | Toon Aerts             | +  | 8 min 59 s    |
| 3   | Wout van Aert          | +  | 11 min 12 s   |
| 4   | Laurens Sweeck         | +  | 13 min 35 s   |
| 5   | Kevin Pauwels          | +  | 14 min 13 s   |
| 6   | Lars van der Haar      | +  | 14 min 21 s   |
| 7   | Corné van Kessel       | +  | 14 min 51 s   |
| 8   | Jens Adams             | +  | 17 min 0 s    |
| 9   | Tim Merlier            | +  | 19 min 8 s    |
| 10  | Michael Vanthourenhout | +  | 19 min 12 s   |

## Femmes élites

### Résultats
| # | Date         | Lieu                         | Vainqueur         | Deuxième          | Troisième          | Leader du classement général |
| - | ------------ | ---------------------------- | ----------------- | ----------------- | ------------------ | ---------------------------- |
| 1 | 8 octobre    | Renaix (GP Mario De Clercq)  | Katherine Compton | Maud Kaptheijns   | Helen Wyman        | Katherine Compton            |
| 2 | 1er novembre | Audenarde (Koppenbergcross)  | Helen Wyman       | Katherine Compton | Jolien Verschueren | Katherine Compton            |
| 3 | 26 novembre  | Hamme-Zogge (Flandriencross) | Sanne Cant        | Ellen Noble       | Katherine Compton  | Katherine Compton            |
| 4 | 9 décembre   | Essen (GP Rouwmoer)          | Sanne Cant        | Nikki Brammeier   | Katherine Compton  | Katherine Compton            |
| 5 | 16 décembre  | Anvers (Scheldecross)        | Sanne Cant        | Katherine Compton | Helen Wyman        | Katherine Compton            |
| 6 | 28 décembre  | Loenhout (Azencross)         | Sanne Cant        | Lucinda Brand     | Katherine Compton  | Katherine Compton            |
| 7 | 1er janvier  | Baal (Grand Prix Sven Nys)   | Katherine Compton | Annemarie Worst   | Maud Kaptheijns    | Katherine Compton            |
| 8 | 10 février   | Lille (Krawatencross)        | Sanne Cant        | Maud Kaptheijns   | Annemarie Worst    | Katherine Compton            |

### Classement général
| Pos | Coureuse            |    | Temps           |
| --- | ------------------- | -- | --------------- |
| 1   | Katherine Compton   | en | 5 h 48 min 50 s |
| 2   | Nikki Brammeier     | +  | 6 min 11 s      |
| 4   | Maud Kaptheijns     | +  | 6 min 26 s      |
| 3   | Helen Wyman         | +  | 8 min 10 s      |
| 5   | Sanne Cant          | +  | 8 min 30 s      |
| 6   | Ellen Van Loy       | +  | 12 min 5 s      |
| 7   | Kim Van De Steene   | +  | 15 min 28 s     |
| 8   | Loes Sels           | +  | 17 min 57 s     |
| 9   | Laura Verdonschot   | +  | 20 min 1 s      |
| 10  | Karen Verhestraeten | +  | 23 min 25 s     |

## Hommes espoirs

### Résultats
| # | Date         | Lieu                         | Vainqueur   | Deuxième        | Troisième        | Leader du classement général |
| - | ------------ | ---------------------------- | ----------- | --------------- | ---------------- | ---------------------------- |
| 1 | 8 octobre    | Renaix (GP Mario De Clercq)  | Eli Iserbyt | Jens Dekker     | Yannick Peeters  | Eli Iserbyt                  |
| 2 | 1er novembre | Audenarde (Koppenbergcross)  | Tom Pidcock | Eli Iserbyt     | Jens Dekker      | Eli Iserbyt                  |
| 3 | 26 novembre  | Hamme-Zogge (Flandriencross) | Eli Iserbyt | Yannick Peeters | Thomas Joseph    | Eli Iserbyt                  |
| 4 | 9 décembre   | Essen (GP Rouwmoer)          | Eli Iserbyt | Thijs Aerts     | Yannick Peeters  | Eli Iserbyt                  |
| 5 | 16 décembre  | Anvers (Scheldecross)        | Eli Iserbyt | Adam Ťoupalík   | Jelle Schuermans | Eli Iserbyt                  |
| 6 | 28 décembre  | Loenhout (Azencross)         | Eli Iserbyt | Tom Pidcock     | Yannick Peeters  | Eli Iserbyt                  |
| 7 | 1er janvier  | Baal (Grand Prix Sven Nys)   | Eli Iserbyt | Adam Ťoupalík   | Tom Pidcock      | Eli Iserbyt                  |
| 8 | 10 février   | Lille (Krawatencross)        | Eli Iserbyt | Thijs Aerts     | Jens Dekker      | Eli Iserbyt                  |

### Classement général
| Pos | Coureur            |    | Temps           |
| --- | ------------------ | -- | --------------- |
| 1   | Eli Iserbyt        | en | 6 h 42 min 42 s |
| 2   | Yannick Peeters    | +  | 10 min 21 s     |
| 3   | Thomas Joseph      | +  | 12 min 53 s     |
| 4   | Stijn Caluwé       | +  | 16 min 10 s     |
| 5   | Jelle Schuermans   | +  | 20 min 40 s     |
| 6   | Jens Dekker        | +  | 21 min 24 s     |
| 7   | Lander Loockx      | +  | 22 min 57 s     |
| 8   | Adam Toupalik      | +  | 24 min 4 s      |
| 9   | Pieter-Jan Vliegen | +  | 24 min 38 s     |
| 10  | Niels Derveaux     | +  | 24 min 46 s     |

## Hommes juniors

### Résultats
| # | Date         | Lieu                         | Vainqueur        | Deuxième         | Troisième      |
| - | ------------ | ---------------------------- | ---------------- | ---------------- | -------------- |
| 1 | 8 octobre    | Renaix (GP Mario De Clercq)  | Loris Rouiller   | Pim Ronhaar      | Len Dejonghe   |
| 2 | 1er novembre | Audenarde (Koppenbergcross)  | Ben Tulett       | Wout Vervoort    | Jarno Bellens  |
| 3 | 26 novembre  | Hamme-Zogge (Flandriencross) | Loris Rouiller   | Gerben Kuypers   | Ben Tulett     |
| 4 | 9 décembre   | Essen (GP Rouwmoer)          | Jarno Bellens    | Pim Ronhaar      | Ryan Kamp      |
| 5 | 16 décembre  | Anvers (Scheldecross)        | Wout Vervoort    | Sean Flynn       | Jarno Jordens  |
| 6 | 28 décembre  | Loenhout (Azencross)         | Ryan Cortjens    | Loris Rouiller   | Ryan Kamp      |
| 7 | 1er janvier  | Baal (Grand Prix Sven Nys)   | Loris Rouiller   | Anton Ferdinande | Jarno Bellens  |
| 8 | 10 février   | Lille (Krawatencross)        | Niels Vandeputte | Ryan Kamp        | Witse Meeussen |